# ウチグシク

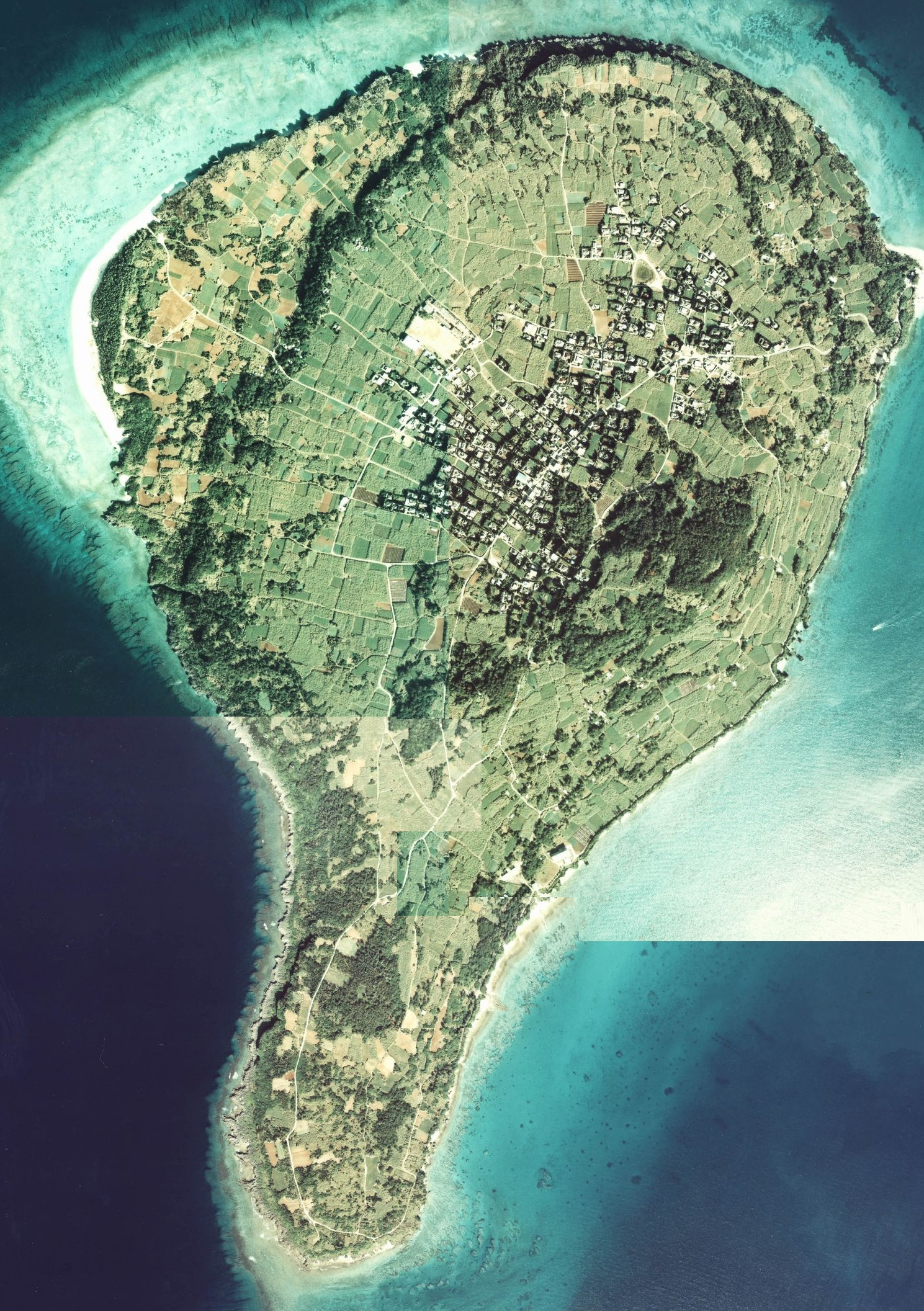
1977年の瀬底島（国土交通省のカラー空中写真より作成）

ウチグシクは沖縄県国頭郡本部町にある瀬底島の中央部に位置する森である。

## 概要
瀬底島の標高60ｍに位置するウチグシクはウチグシク山とも呼ばれている。ウチグシクの東側は崖になっており、西北に向かって村落があったとされている。またウチグシクには瀬底グスク、御嶽、祝女火神ウチグシクがあり、歴史的にも価値がある場所とされている。

### 瀬底グスク
瀬底グスクは、1957年（昭和32年）に多和田真淳氏に発見され、当時より「瀬底貝塚」という名称で紹介されている。1960年、同氏の『琉球列島の貝塚分布と編年の概念補遺』によれば、「石器(石斧)磁気、南方陶器、赤土器の共存する晩期の貝塚で、この頃から牛馬の骨歯が出土するようになるのは、祝部式土器の出現と期を一にする。其頃著しく外国との交渉があったと見ねばならない。」とされ、グスク時代の始期を探る上で大切な役割を担っているとされる。 1989年～1990年（平成元年〜二年）の遺跡分布調査では、遺跡地に二箇所ある拝所のうち、西側の拝所ではわずかな青磁、白磁が採集され、他は近現代の碗であることがわかった。東側の雑木林では須恵器、貝殻が、南側では遺物包含層と見られる黒色土が確認され、一帯では土器、貝殻、石器、古銭（洪武通賽）が採集されたことがわかった。 結果により、従来はグスクの時代とされていた当該グスクの形成時期が、沖縄貝塚時代前期〜後期まで遡る可能性が指摘されている。

### 御嶽

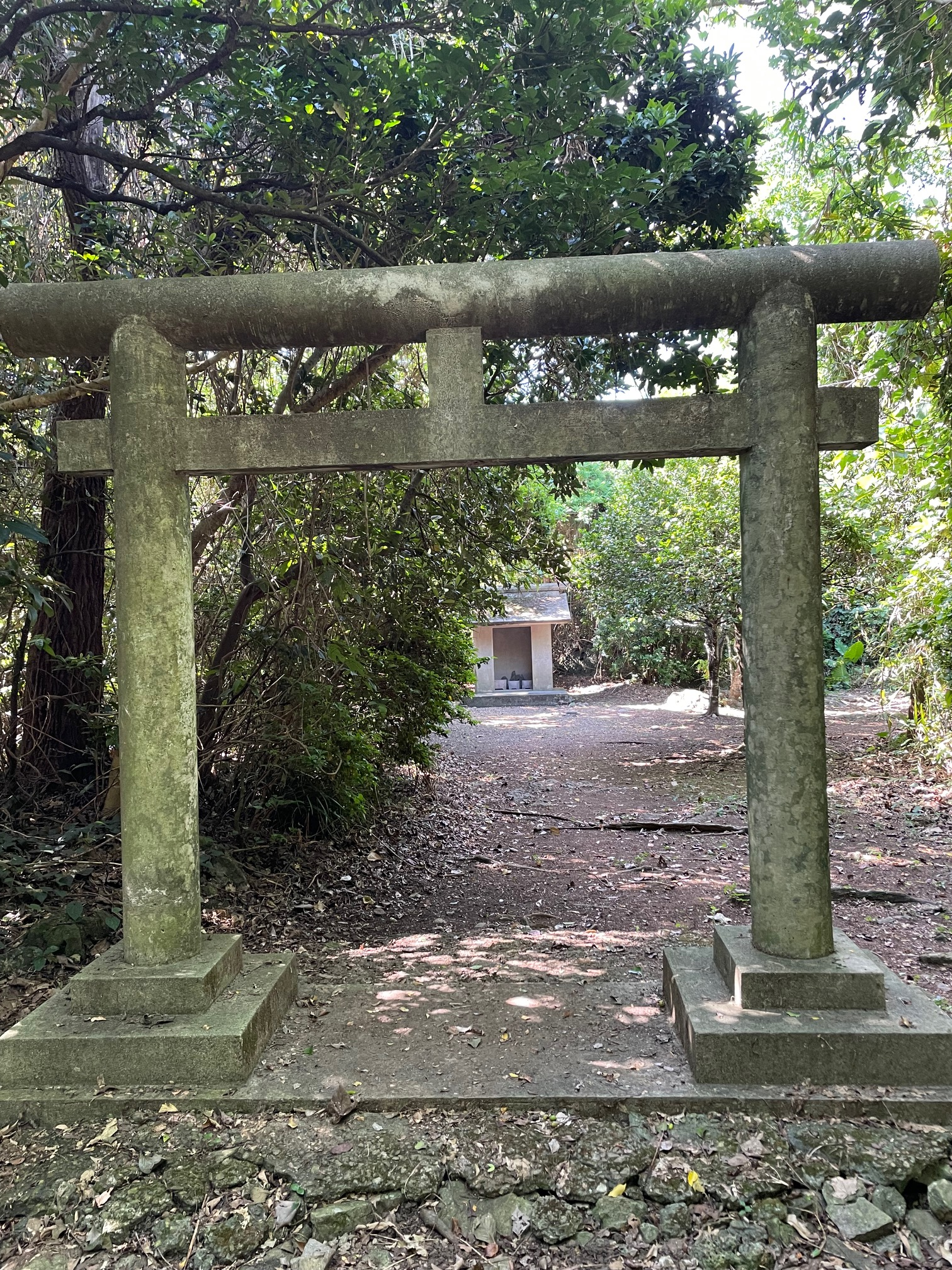
ウチグシク（御嶽）

ウチグシクは「東の御嶽」ともされており、祭祀において重要な場所とされていた。かつて琉球時代には、丘や山腹の地に神を祀る御嶽（ウタキ）を設けていた。 そしてそれを腰当（こしあて・くあて）とする慣習に基づき、部落が置かれていたと考えられる。 御嶽の選定は神自ら之れを為し給ひしものであると言われている。 国頭村奥間において新室の祝に神職の謡う神歌に 「あの森の　森の側（なえし）　島立ちも　宜しやげさ　此の嶽の　嶽の側　国立ちも　宜しやげさ　五刀鍬　打掛けて　七刀鍬　打掛けて　五つほき　切放ち　七つほき　切放ち　五つ鳴物　持寄せて　七つ鳴り物　結下げて（下略）」とあることからも、まず腰当にする神の森を選んで、それに基づいて家々の位置を定めた名残りを感じることができる。また古い部落では、御嶽のみならず周囲の森も信仰の対象となっており、部落を含めたこれら一帯は「まきよ」と称されている。

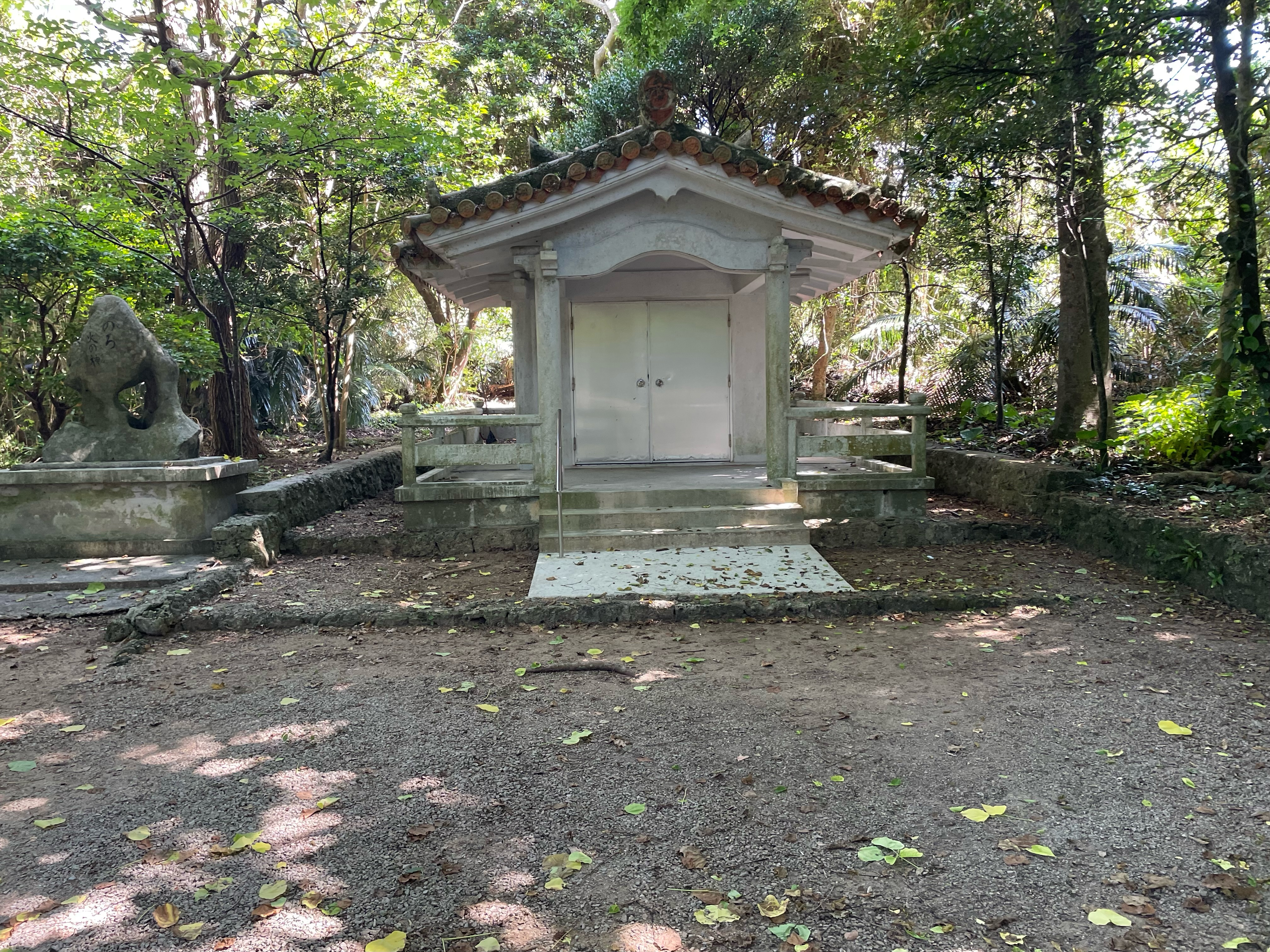
祝女火神（ウチグシク入口）

### 祝女火神（ヌルヒヌカン）ウチグシク
祝女火神ウチグシクはウチグシク入口にあり、ヌルルンチ（ノロ殿内）ともいう。祭神は「祝女火神」である。

#### 祝女火神
祝女火神はノロ（ノロは村落に任命された神女のことである。沖縄社会の発達の中でも重要な立ち位置にあり、村の中心として機能していたとされている。）の管轄で、村落のほとんどの祭祀に拝まれる。沖縄県には祖先崇拝よりも古くから家庭を守る神として沖縄固有の火の神信仰があり、方言でヒヌカンという。火の神はどの神よりも最高位にあるとされている。